# Finał K-1 World Grand Prix 2007
Finał K-1 World Grand Prix 2007 (FieLDS K-1 World Grand Prix 2007 Final) – piętnasty turniej finałowy cyklu K-1 World GP. Jego zwycięzcą i mistrzem K-1 WGP został po raz trzeci z rzędu Holender Semmy Schilt.

## Uczestnicy
Ośmiu uczestników turnieju finałowego zostało wyłonionych 29 września 2007 roku na gali eliminacyjnej K-1 World Grand Prix 2007 Final 16.
| Uczestnik            | Wiek | Występ w Finałach |
| -------------------- | ---- | ----------------- |
| Peter Aerts          | 37   | 15.               |
| Remy Bonjasky        | 31   | 5.                |
| Choi Hong-man        | 27   | 2.                |
| Glaube Feitosa       | 34   | 3.                |
| Badr Hari            | 23   | debiut            |
| Jérôme Le Banner     | 34   | 8.                |
| Jun’ichi Sawayashiki | 23   | debiut            |
| Semmy Schilt         | 34   | 3.                |

## Rezultaty
|  |                  |                      |              |              |          |                  |           |           |  |  |       |       |       |
|  | Ćwierćfinały     | Ćwierćfinały         | Ćwierćfinały |              |          | Półfinały        | Półfinały | Półfinały |  |  | Finał | Finał | Finał |
|  | Ćwierćfinały     | Ćwierćfinały         | Ćwierćfinały |              |          | Półfinały        | Półfinały | Półfinały |  |  | Finał | Finał | Finał |
|  |                  |                      |              |              |          |                  |           |           |  |  |       |       |       |
|  |                  |                      |              |              |          |                  |           |           |  |  |       |       |       |
|  | Francja          | Jérôme Le Banner     | Dec          |              |          |                  |           |           |  |  |       |       |       |
|  | Francja          | Jérôme Le Banner     | Dec          |              |          |                  |           |           |  |  |       |       |       |
|  | Korea Południowa | Choi Hong-man        |              |              |          |                  |           |           |  |  |       |       |       |
|  | Korea Południowa | Choi Hong-man        |              |              | Francja  | Jérôme Le Banner |           |           |  |  |       |       |       |
|  |                  |                      |              |              | Francja  | Jérôme Le Banner |           |           |  |  |       |       |       |
|  |                  |                      | Holandia     | Semmy Schilt | TKO      |                  |           |           |  |  |       |       |       |
|  | Holandia         | Semmy Schilt         | Holandia     | Semmy Schilt | TKO      | Dec              |           |           |  |  |       |       |       |
|  | Holandia         | Semmy Schilt         |              |              |          |                  |           |           |  |  |       |       |       |
|  | Brazylia         | Glaube Feitosa       |              |              |          |                  |           |           |  |  |       |       |       |
|  | Brazylia         | Glaube Feitosa       |              |              | Holandia | Semmy Schilt     | KO        |           |  |  |       |       |       |
|  |                  |                      |              |              |          |                  |           |           |  |  |       |       |       |
|  |                  |                      | Holandia     | Peter Aerts  |          |                  |           |           |  |  |       |       |       |
|  | Holandia         | Remy Bonjasky        | Holandia     | Peter Aerts  | Dec      |                  |           |           |  |  |       |       |       |
|  | Holandia         | Remy Bonjasky        |              |              | Dec      |                  |           |           |  |  |       |       |       |
|  | Maroko           | Badr Hari            |              |              |          |                  |           |           |  |  |       |       |       |
|  | Maroko           | Badr Hari            |              |              | Holandia | Remy Bonjasky    |           |           |  |  |       |       |       |
|  |                  |                      |              |              | Holandia | Remy Bonjasky    |           |           |  |  |       |       |       |
|  |                  |                      | Holandia     | Peter Aerts  | Dec      |                  |           |           |  |  |       |       |       |
|  | Holandia         | Peter Aerts          | Holandia     | Peter Aerts  | Dec      | KO               |           |           |  |  |       |       |       |
|  | Holandia         | Peter Aerts          |              |              |          |                  |           |           |  |  |       |       |       |
|  | Japonia          | Jun’ichi Sawayashiki |              |              |          |                  |           |           |  |  |       |       |       |
|  | Japonia          | Jun’ichi Sawayashiki |              |              |          |                  |           |           |  |  |       |       |       |

Legenda:
Dec – decyzja sędziów, KO – nokaut, TKO – techniczny nokaut

Walki otwarcia (3x3 min):
- Mitsugu Noda vs  Noël Cadet – Noda przez TKO (walka przerwana przez sędziego), 1:13 2R
- Jan Nortje vs  Kim Dong-wook – Nortje przez TKO (walka przerwana przez sędziego), 0:11 2R
- Takashi Tachikawa vs  Kim Ki-min – Tachikawa przez KO (niskie kopnięcie), 1:21 1R

Walka rezerwowa (3x3 min, Ext.1R):
- Paul Slowinski vs  Mighty Mo – Slowinski przez KO (niskie kopnięcie), 0:50 2R

Walki ćwierćfinałowe (3x3 min, Ext.1R):
- Jérôme Le Banner vs  Choi Hong-man – Le Banner przez jednogłośną decyzję (30-29, 30-28, 30-29)
- Semmy Schilt vs  Glaube Feitosa – Schilt przez jednogłośną decyzję (30-27, 30-28, 30-27)
- Remy Bonjasky vs   Badr Hari – Bonjasky przez decyzję większości (30-29, 29-29, 30-29)
- Peter Aerts vs  Jun’ichi Sawayashiki  – Aerts przez KO (prawy prosty), 1:29 1R

Walki półfinałowe (3x3 min, Ext.1R):
- Semmy Schilt vs  Jérôme Le Banner – Schilt przez TKO (poddanie przez narożnik), 1:04 2R
- Peter Aerts  vs   Remy Bonjasky – Aerts przez jednogłośną decyzję (30-29, 30-27, 30-28)

Walka dodatkowa (3x3 min, Ext.1R):
- Musashi vs  David Dancrade – Musashi przez KO (kopnięcie okrężne w korpus), 2:59 1R

Walka finałowa (3x3 min, Ext.2R):
- Semmy Schilt vs  Peter Aerts – Schilt przez KO (lewy prosty), 1:49 1R